# 安那般那念
安那般那念（梵文：ānāpāna-smṛti，巴利文：ānāpāna-sati），又譯為阿那般那觀、念阿那般那、阿那波那、念阿般，義譯為入出息念、入出息觀、數息觀、安般守意、十六勝行，佛教術語，是以觀察呼吸作為修習定的方法。

## 音義
「安那」（āna）義為持來，而「般那」（apāna）義為持去，這是指氣息（pāṇa）進入和離開身體。此中有兩說，一說為：持來對應入息（梵：āśvāsa）持去對應出息（梵：praśvāsa），另一說為：持來對應出息（巴：assāsa），持去對應入息（巴：passāsa），這是對胎兒出生時，氣息首先是進入還是排出有不同意見，而產生解釋的差異。「念」（sati）即是念住之念。

## 簡介
釋迦牟尼佛在僧團中教授安那般那念，安那般那念修行穩妥能快速成就四念處，契經中滿足四念處的安那般那念，可總結為十六勝行。安那般那念，是有學者應得、應到、應證之法，是無學者現法樂住之法，故而稱為：聖住、天住、梵住、學住、無學住、如來住。
在阿毘達磨，如說一切有部《大毘婆沙論》等中，修行安那般那念，有六步修法：數（gaṇanā）、隨（anugama）、止（sthāpanā）、觀（upalakṣaṇā）、轉（vivarta）、淨（pariśuddhi），數息等前四為身念處修行，能引起四念處，進而轉、淨，見道證果。後人將其與身念處之不淨觀，合稱二甘露門，漢傳佛教將其歸入五停心觀。

## 十六勝行
十六勝行出於《雜阿含經·八〇三經》和《相應部54.1經》等，修行者居阿練若，或在樹下，或在靜室，結跏趺坐，端身正願，住對面念（pari-mukhaṃ satiṃ upaṭṭhapetvā）。斷五蓋入禪那：
|    | 雜阿含803經                                                                                                  | 相應部54.1經                                                                                            |
| 身 | 於念入息，我今能學念於入息；於念出息，我今能學念於出息；若長、若短。                                         | 他只是正念而吸氣，只是正念而呼氣。 吸氣長時，他知道：『我吸氣長』；或者呼氣長時，他知道：『我呼氣長』。 |
| 身 | 於念入息，我今能學念於入息；於念出息，我今能學念於出息；若長、若短。                                         | 吸氣短時，他知道：『我吸氣短』；或者呼氣短時，他知道：『我呼氣短』。                                    |
| 身 | 於覺了（paṭisaṃvedī）遍身（sabba-kāya）入息，我今能學覺了遍身入息；於覺了遍身出息，我今能學覺了遍身出息。    | 他學：『我將體驗全身而吸氣』；他學：『我將體驗全身而呼氣』。                                            |
| 身 | 於息除（passambhaya）身行（kāya-saṅkhāra）入息，我今能學息除身行入息；於息除身行出息，我今能學息除身行出息。 | 他學：『我將平靜身行而吸氣』；他學：『我將平靜身行而呼氣』。                                            |
| 受 | 於覺了喜（pīti）入息，我今能學覺了喜入息；於覺了喜出息，我今能學覺了喜出息。                                 | 他學：『我將體驗喜而吸氣』；他學：『我將體驗喜而呼氣』。                                                |
| 受 | 於覺了樂（sukha）入息，我今能學覺了樂入息；於覺了樂出息，我今能學覺了樂出息。                                | 他學：『我將體驗樂而吸氣』；他學：『我將體驗樂而呼氣』。                                                |
| 受 | 於覺了心行（citta-saṅkhāra）入息，我今能學覺了心行入息；於覺了心行出息，我今能學覺了心行出息。               | 他學：『我將體驗心行而吸氣』；他學：『我將體驗心行而呼氣』。                                            |
| 受 | 於息除心行入息，我今能學息除心行入息；於息除心行出息，我今能學息除心行出息。                                 | 他學：『我將平靜心行而吸氣』；他學：『我將平靜心行而呼氣』。                                            |
| 心 | 於覺了心入息，我今能學覺了心入息；於覺了心出息，我今能學覺了心出息。                                         | 他學：『我將體驗心而吸氣』；他學：『我將體驗心而呼氣』。                                                |
| 心 | 於喜悅（abhi-pamodaya）心入息，我今能學喜悅心入息；於喜悅心出息，我今能學喜悅心出息。                        | 他學：『我將令心喜悅而吸氣』；他學：『我將令心喜悅而呼氣』。                                            |
| 心 | 於制持（samādaha）心入息，我今能學制持心入息；於制持心出息，我今能學制持心出息。                             | 他學：『我將令心等持而吸氣』；他學：『我將令心等持而呼氣』。                                            |
| 心 | 於解脫（vimocaya）心入息，我今能學解脫心入息；於解脫心出息，我今能學解脫心出息。                             | 他學：『我將令心解脫而吸氣』；他學：『我將令心解脫而呼氣』。                                            |
| 法 | 於無常（anicca）隨觀（anupassī）入息，我今能學無常隨觀入息；於無常隨觀出息，我今能學無常隨觀出息。           | 他學：『我將觀無常而吸氣』；他學：『我將觀無常而呼氣』。                                                |
| 法 | 於斷（pahāna）隨觀入息，我今能學斷隨觀入息；於斷隨觀出息，我今能學斷隨觀出息。                               | 他學：『我將觀離欲而吸氣』；他學：『我將觀離欲而呼氣』。                                                |
| 法 | 於離欲（virāga）隨觀入息，我今能學離欲隨觀入息；於離欲隨觀出息，我今能學離欲隨觀出息。                       | 他學：『我將觀滅而吸氣』；他學：『我將觀滅而呼氣』。                                                    |
| 法 | 於滅（nirodha）隨觀入息，我今能學滅隨觀入息；於滅隨觀出息，我今能學滅隨觀出息。                              | 他學：『我將觀捨遣而吸氣』；他學：『我將觀捨遣而呼氣』。                                                |

譬喻師、分別論者等傳承的法隨觀依次為無常、離欲、滅、出離（paṭinissagga）。十六勝行是修行方法，並非修行位次，如法修行能斷諸覺想（manovitakkā），可成就七覺支，得四種禪那及至四沙門果等。

## 經文引述
其他提及十六勝行的經文包括：
《十誦律 卷二初誦. 明四波羅夷法之二》：「觀無常，觀變壞（vipariṇāma），觀離欲，觀滅盡，觀捨離，當一其心，念出、入息。」
《修行道地經 數息品》：「何謂『數息見無常即知』？見諸喘息，皆無有常，是為[數息]，出息、入息如是。何謂『出息無欲即知』？見息起滅，如是離欲，是為觀離欲，出息即知，入息如是。何謂『觀寂滅數息即知』？其息出時，觀見滅盡，是為觀寂，出息即知，入息如是。何謂『見趣道數息即自知』？見息出滅處，覩是以後，心即離塵，以離無欲，棄於三處，志即解脫，將護此意，是為數息，出息、入息如是。」
《坐禪三昧經》
《舍利弗阿毘曇論·緒分·定品》：「學無常觀出息，學無常觀入息。學離欲觀出息，學離欲觀入息。學滅觀出息，學滅觀入息。學出世觀出息，學出世觀入息。」
《解脫道論卷七.行門品之四》：「見無常、見無欲、見滅、見出離，如是覺，見出離，我出息如是覺，見出離，我出入息如是[覺]。」 
《清淨道論 第八品隨念業處之解釋》 
《無礙解道 第二誦品 （页面存档备份，存于）》 
《巴利律 （页面存档备份，存于）》 
《中部．118 出入息念經》(MN 118 Anapanasati Sutta （页面存档备份，存于）) 
《中阿含62 語羅候羅長經》(MN62 Longer Discourse to Rahula （页面存档备份，存于）) 
《佛說法乘義決定經 第二》(Arthaviniścaya 20) 
《成實論 卷14 出入息品 （页面存档备份，存于）》 
《善見律毘婆沙》 
《大毘婆沙論》 
《瑜伽師地論 ‧ 本地分聲聞地 瑜伽處之二 (卷27) （页面存档备份，存于）》 
《釋禪波羅蜜次第法門卷七 修證第七之三 （页面存档备份，存于）》
《大乘義章卷十六 - 十六特勝》 
《大智度論 釋初品 中舍利弗因緣第十六 (卷十一)》
...... (歡迎在此加入更多經文)

## 六妙門
鸠摩罗什傳譯《坐禪三昧經》中的持息念方法，從數息開始漸至全部六種門十六分。天台宗智顗，將經典中修行安那般那念的方式整理、歸納後，與《坐禪三昧經》中的第四治思覺法門結合，將數息、隨、止、觀、還、淨等六者，合稱“六妙門”。安世高譯的《安般守意經》，以六妙門結合三十七道品修習。

## 相關觀點
一行禪師認為，「四念住」及「十六勝行」相依，這些修習能帶來定慧；相反，「四禪」及「四無色定」並非導向解脫的必要修行。
有佛教徒認為南傳佛教及北傳佛教的很多信奉者沒有意識到修習安那般那念一事的重要性，他們也運用了現今的科學理論來對原始佛教關於安那般那念的觀點作出詮釋。

## 外部連結
- 莊春江：阿含經南北傳對讀——雜阿含803經（页面存档备份，存于）
- 周柔含：安那般那念─十六勝行「身行」─之探究（页面存档备份，存于）
- 賴賢宗：〈天台止觀的「持息念」法門及其在天台佛教中的演變與轉化（页面存档备份，存于）〉。